# Потсгров (Пенсилванија)
Потсгров (енгл. Pottsgrove) насељено је место без административног статуса у америчкој савезној држави Пенсилванија.

## Демографија
По попису из 2010. године број становника је 3.469, што је 203 (6,2%) становника више него 2000. године.
| Група             | 2000.         | 2010.         |
| Белци             | 3.170 (97,1%) | 3.232 (93,2%) |
| Афроамериканци    | 29 (0,9%)     | 107 (3,1%)    |
| Азијати           | 27 (0,8%)     | 31 (0,9%)     |
| Хиспаноамериканци | 20 (0,6%)     | 64 (1,8%)     |
| Укупно            | 3.266         | 3.469         |